# U.S. National Championships 1904
Gli U.S. National Championships 1904 (conosciuti oggi come US Open) sono stati la 24ª edizione degli U.S. National Championships e terza prova stagionale dello Slam per il 1904. I tornei maschili si sono disputati al Newport Casino di Newport, quelli femminili e il doppio misto al Philadelphia Cricket Club di Filadelfia, negli Stati Uniti.
Il singolare maschile è stato vinto dallo statunitense Holcombe Ward, che si è imposto sul connazionale William Clothier col punteggio di 10–8, 6–4, 9–7. Il singolare femminile è stato vinto dalla statunitense May Sutton, che ha battuto in finale la connazionale Elisabeth Moore. Nel doppio maschile si sono imposti Holcombe Ward e Miriam Hall. Nel doppio femminile hanno trionfato Mary Browne e Louise Riddell Williams. Nel doppio misto la vittoria è andata a Elisabeth Moore, in coppia con Wylie Grant.

## Seniors

### Singolare maschile
Holcombe Ward ha battuto in finale  William Clothier con il punteggio di 10–8, 6–4, 9–7.

### Singolare femminile
May Sutton ha battuto in finale  Elisabeth Moore con il punteggio di 6–1, 6–2.

### Doppio maschile
Holcombe Ward /  Beals Wright hanno battuto in finale  Kreigh Collins /  Raymond Little con il punteggio di 1–6, 6–2, 3–6, 6–4, 6–1.

### Doppio femminile
May Sutton Bundy /  Miriam Hall hanno battuto in finale  Elisabeth Moore /  Carrie Neely con il punteggio di 3–6, 6–3, 6–3.

### Doppio misto
Elisabeth Moore /  Wylie Grant hanno battuto in finale  May Sutton /  F. B. Dallas con il punteggio di 6–2, 6–1.